# Psidopala
Psidopala is een geslacht van vlinders van de familie eenstaartjes (Drepanidae), uit de onderfamilie Thyatirinae.

## Soorten
- P. apicalis (Leech, 1900)
- P. minutus (Forbes, 1936)
- P. opalescens (Alphéraky, 1897)
- P. ornata (Leech, 1900)
- P. pennata (Wileman, 1914)
- P. pseudoornata Werny, 1966
- P. roseola Werny, 1966
- P. tenuis (Hampson, 1896)
- P. undulans (Hampson, 1893)